# Parthamaspates
Parthamaspates was koning van de Parthen van 116 tot 117 en koning van Armenië van 118 tot 123.
Parthamaspates was een zoon van de Parthische koning Osroes I. Hij had een groot deel van zijn jeugd doorgebracht in Rome, als gijzelaar van de Romeinen. Toen de Romeinse keizer Trajanus bij zijn veldtocht naar het oosten het westelijk deel van Parthië veroverd had en daarbij Osroes I had afgezet, stelde hij Parthamaspates aan als de nieuwe koning van Parthië. In de hoofdstad Ctesiphon kroonde Trajanus Parthamaspates tot koning. Feitelijk bestuurde hij alleen het westelijk deel van Parthië, omdat Vologases III het oosten stevig in handen had.
Van het begin af aan genoot Parthamaspates nauwelijks steun onder de Parthische bevolking. Zodra in 117 bekend werd dat Trajanus overleden was, verdreef de bevolking Parthamaspates en vroegen zij Osroes I als koning terug te keren. De nieuwe keizer Hadrianus wilde geen veldtocht ondernemen naar het oosten en trok de Romeinse legers terug uit Parthië en Armenië. Parthamaspates stelde hij aan als koning over het kleine vazalstaatje Osroene. Van 118 tot 122 was hij daar co-regent van koning Yalur, vanaf 122 regeerde hij alleen. Een jaar later overleed hij.

## Antieke bronnen
- Cassius Dio, lxviii, 30-33
- Historia Augusta, Vita Hadriani, 5